# Münzviertel

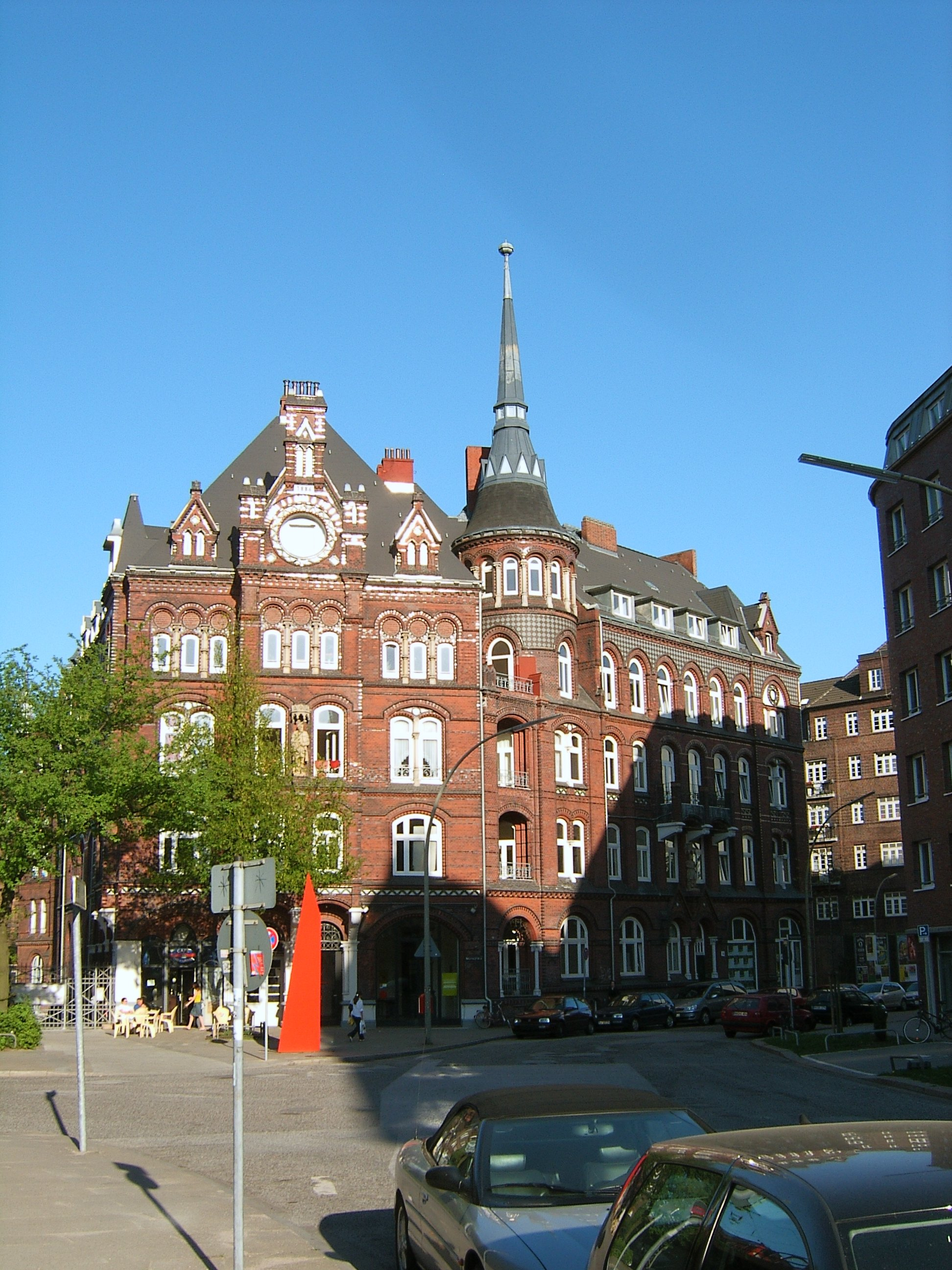
Denkmalgeschütztes Wohnhaus Münzburg, „Wahrzeichen“ des Viertels, zwischen 1880 und 1886 errichtet

Das sogenannte Münzviertel ist ein im Hamburger Stadtteil Hammerbrook gelegenes Quartier (bis zum 29. Februar 2008 zugehörig zum ehemaligen Stadtteil Klostertor). Der Name des Quartiers leitet sich von der ehemals am Münzplatz gelegenen Münzprägeanstalt Hamburgische Münze her, die 1982 nach Meiendorf verlegt wurde.

## Lage
Die Gleisbündel der S-Bahn und Fernbahn vom Hamburger Hauptbahnhof nach Lübeck und Berlin einerseits und nach Harburg, Hannover, Bremen andererseits begrenzen an zwei Seiten das Viertel. Der ehemalige Bahnhof Hamburg Klosterthor lag innerhalb und heute der Hamburger Hauptbahnhof wenige Hundert Meter nördlich des Viertels.
Das Münzviertel wird umgrenzt (von Nord nach Süd im Uhrzeigersinn gezählt) von den Straßenzügen  Hühnerposten (ehemals "Bei dem Hühnerposten"), Münzstraße, Münzplatz und Teilen der Straßenzüge Repsoldstraße, Nagelsweg und Spaldingstraße. Quer durch dieses etwa 10 Hektar große Gebiet verlaufen Norderstraße, Rosenallee und Schultzweg. Von der Museumswerkstatt Münzviertel (Amsinckstraße 22) wird noch die Fläche zwischen Amsinckstraße, Woltmanstraße und Högerdamm zum südlichen Münzviertel gezählt.

## Bauwerke
Am nördlichen Rand ist der Komplex des ehemaligen Bahnpostamtes Hühnerposten unübersehbar, in dem seit 2004 die Zentralbibliothek der Hamburger Öffentlichen Bücherhallen untergebracht ist.
Zwischen Münzstraße und Schultzweg liegt das um ca. 1884 errichtete Schulgebäude der ehemaligen Schule für Hörgeschädigte, die als eine der ersten Schulen für Schwerhörige in Deutschland gegründet wurde. Nach deren Umzug 2013 zur Elbschule in Othmarschen ist das Gebäude beim Stand 2016 besetzt und in ihr wurde ein kollektives Zentrum eröffnet.
Die Jugendwerkstatt Rosenallee beherbergt unter anderem eine Tischlerei, eine Druckerei und eine Küche. Die Jugendwerkstatt wird nach mehrjähriger erfolgreicher Arbeit aufgrund von Einsparungen geschlossen.

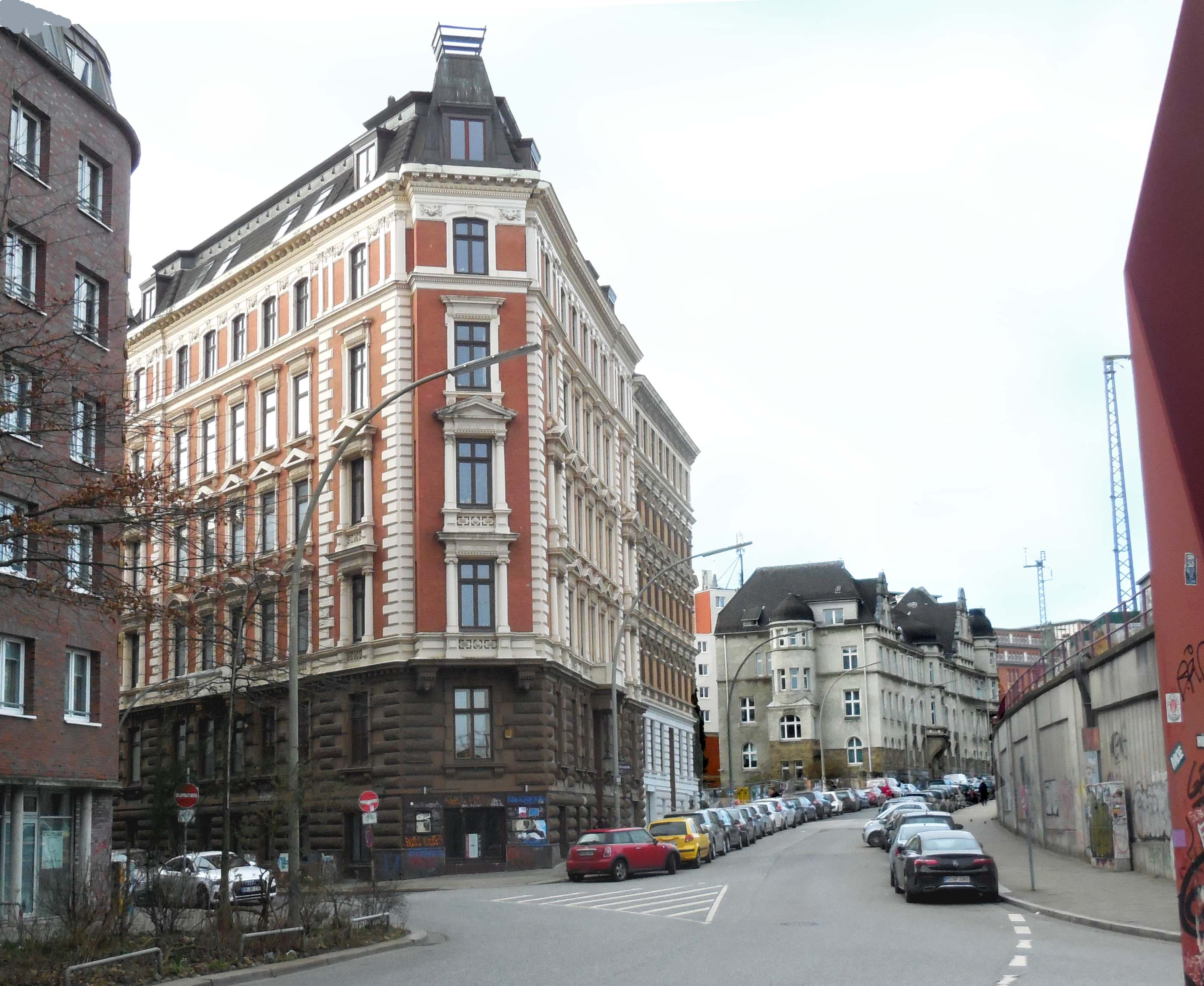
Blick vom Münzplatz in die Münzstraße
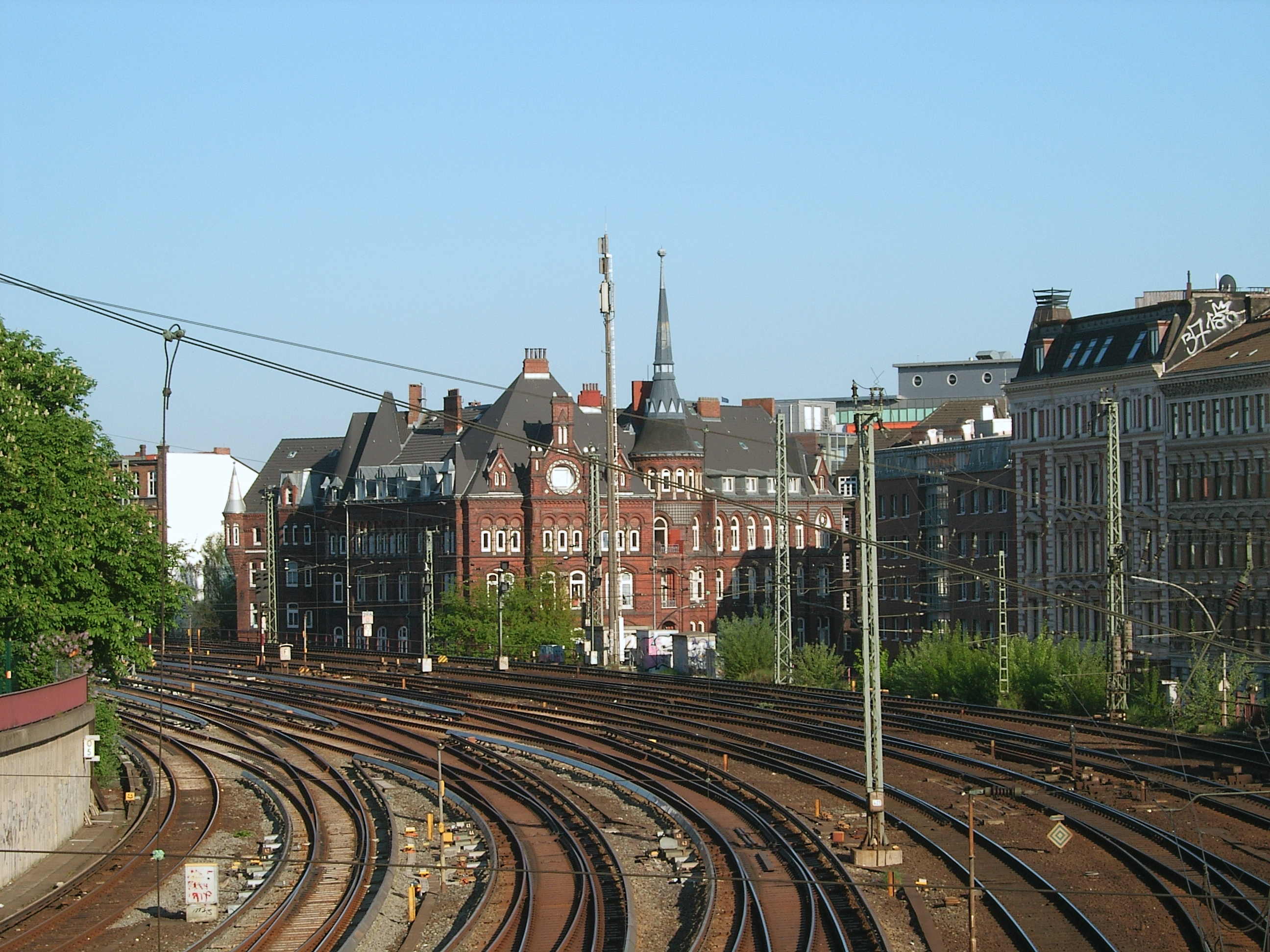
Die Bahnanlagen zwischen St. Georg und Münzviertel
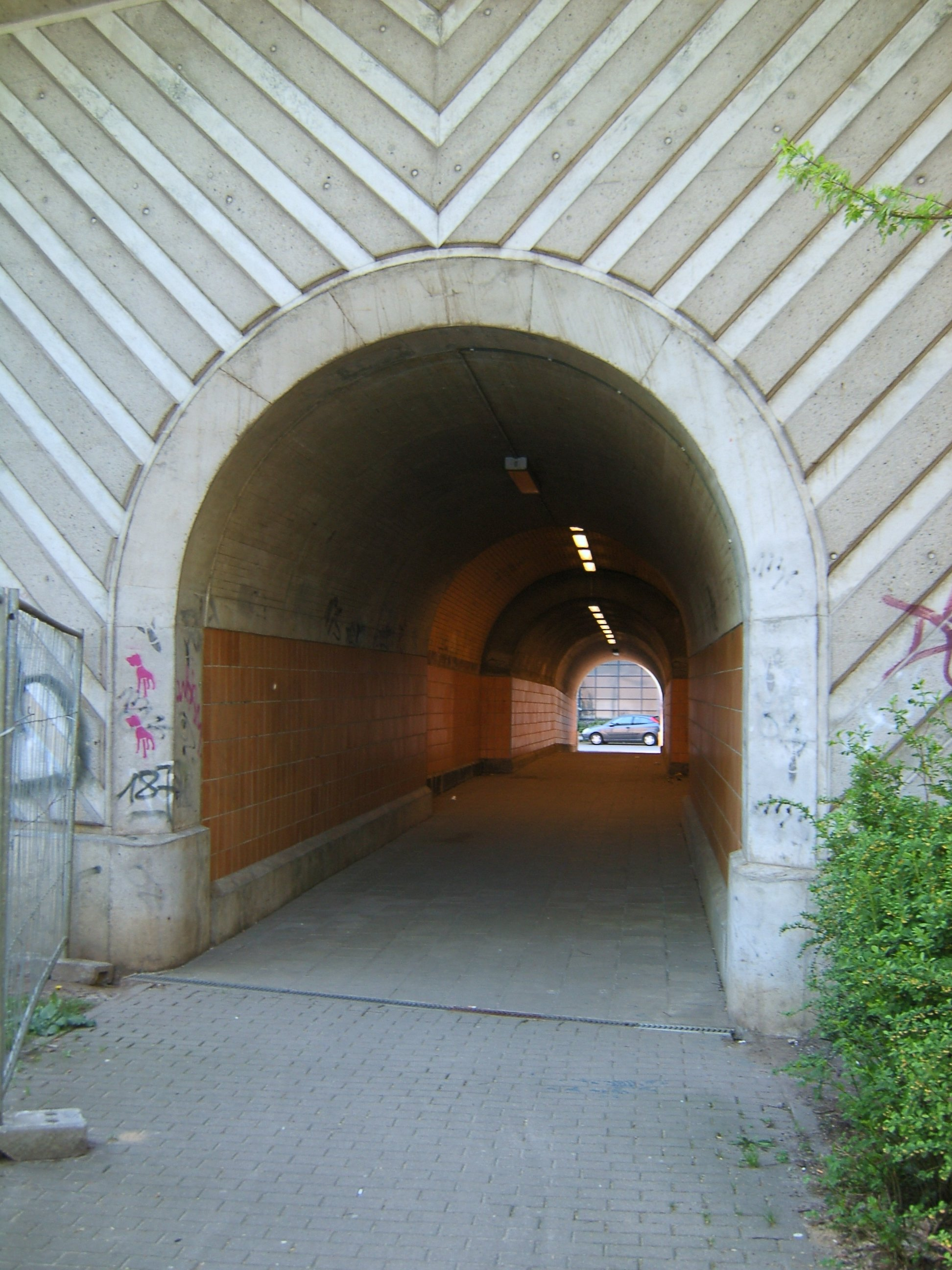
Repsoldtunnel
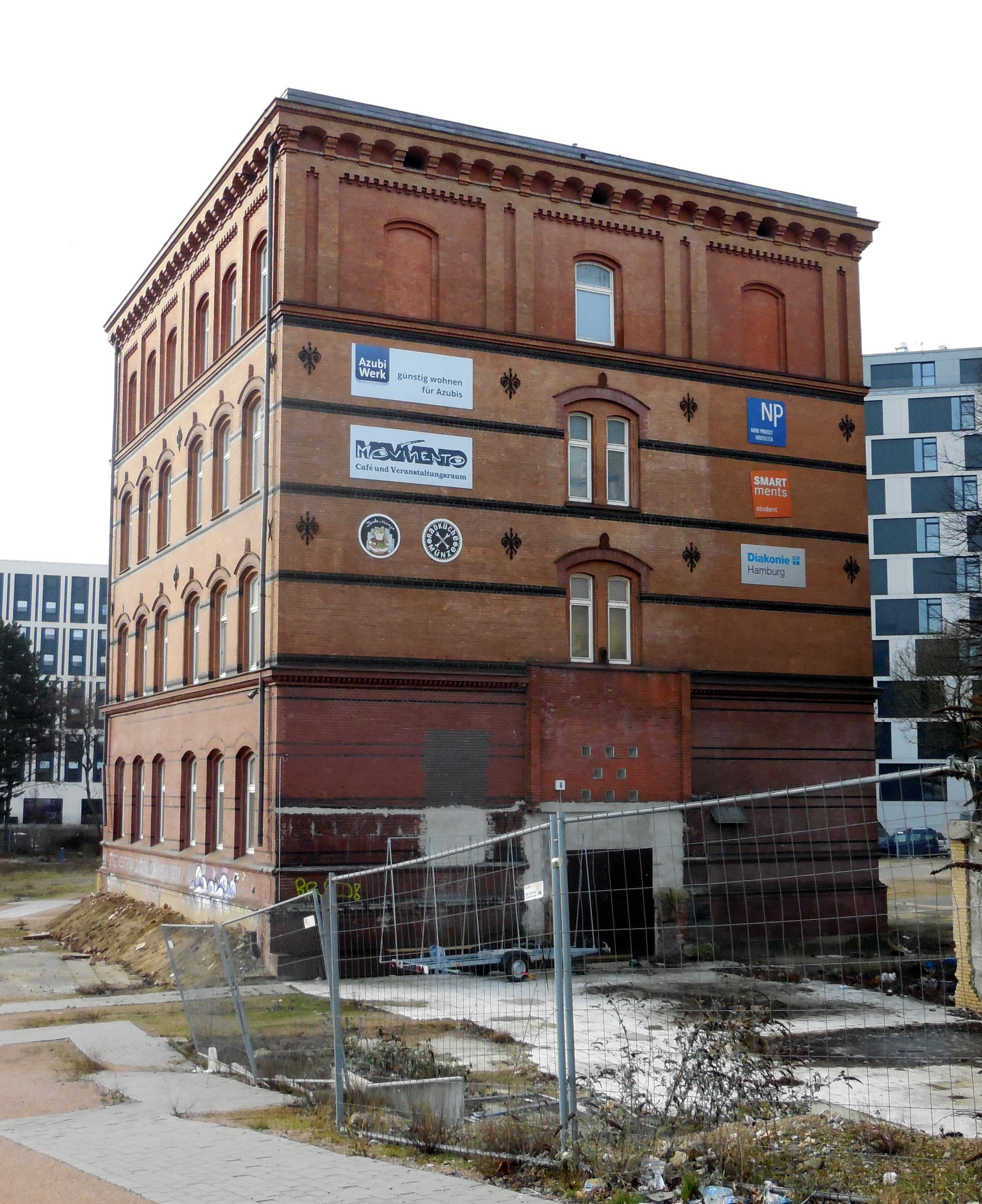
Schulgebäude Münzstraße 6, ehemals Schule für Schwerhörige. Heute Teil der Wohnanlage "Stiftung Azubiwerk".
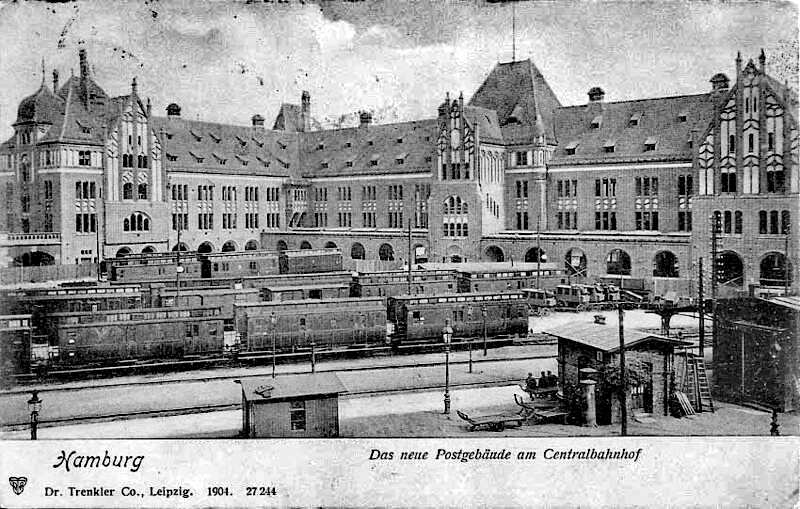
Bahnpostamt Hamburg-Hühnerposten 1904
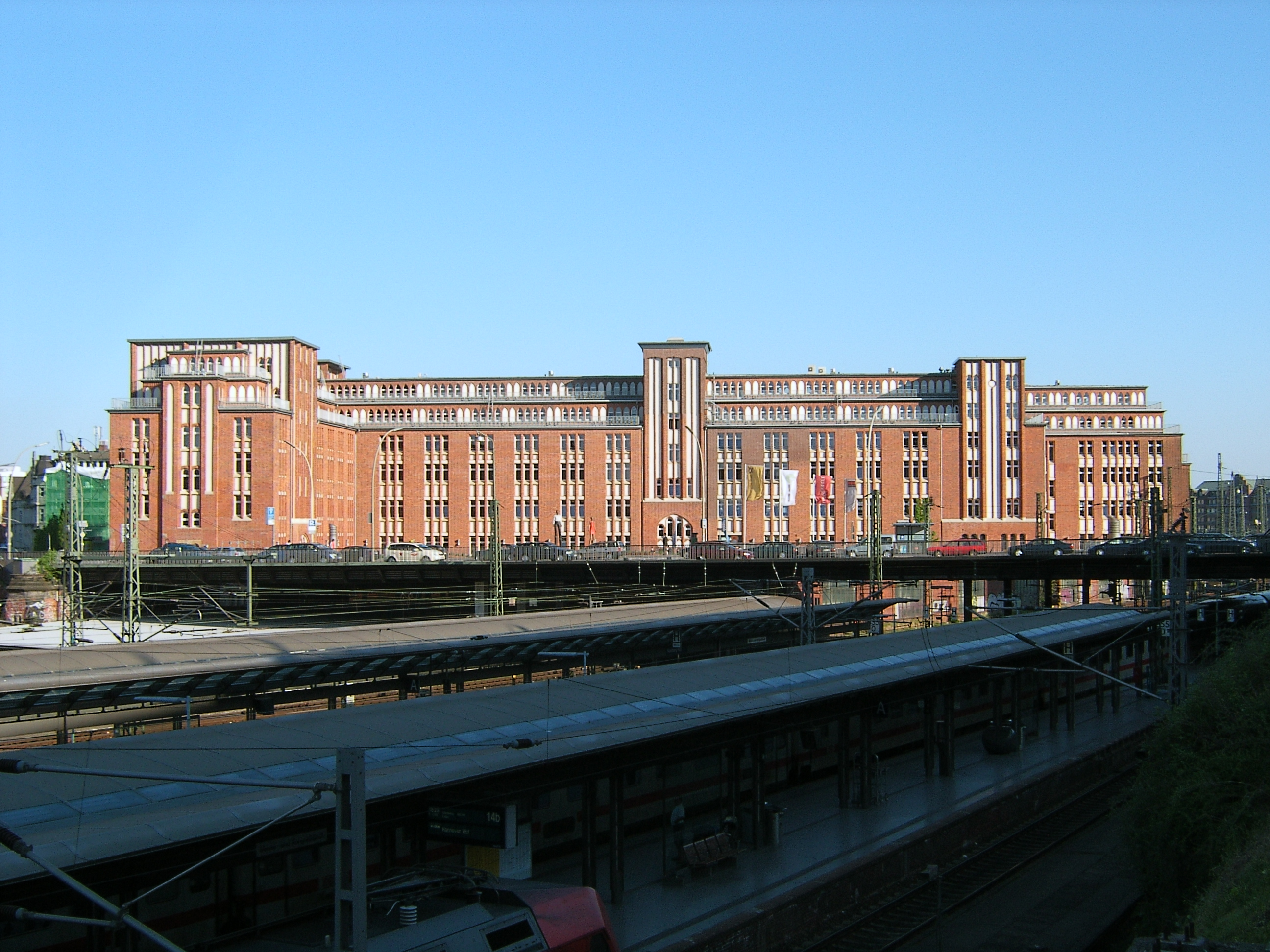
Ehemaliges Postamt Hühnerposten, um zwei Stockwerke erhöht

Der Repsoldtunnel im Bahndamm ist eine Bauvorleistung für die Hamburger U-Bahn aus der Zeit des Neubaues des Hamburger Hauptbahnhofes von 1900 bis 1906. Als 1912 der Bau der U-Bahn-Zweiglinie nach Rothenburgsort begann, war eine Verbreiterung des Bahnviadukts von sechs auf zehn Gleise notwendig geworden. Für eine Rampe zur Überquerung der Spaldingstraße hätte der verbliebene Raum nicht mehr gereicht. So wurden zu beiden Seiten des Viadukts Dämme angeschüttet und die U-Bahn-Strecke auf einer Brücke über die Gleise der Eisenbahn geführt. Als in den 1970er-Jahren die Sanierung des Viadukts erfolgte, musste ein Zugang zu diesem Tunnel geschaffen werden. Bei dieser Gelegenheit wurden die angeschütteten Dämme mit einem Zugang versehen; der Tunnel ist seitdem für Fußgänger zum Münzviertel zugänglich.
Die damalige "Hochbahn" überkreuzte Norderstraße und Spaldingstraße und verlief ab der an das Münzviertel angrenzenden Station "Spaldingstraße" parallel zu den Eisenbahngleisen nach Süden. Sie wurde 1915 fertig und im Zweiten Weltkrieg zerstört.